# Denetiah Park
Denetiah Park är en park i Kanada.   Den ligger i provinsen British Columbia, i den centrala delen av landet, 3 700 km väster om huvudstaden Ottawa. Denetiah Park ligger 1 219 meter över havet.
Terrängen runt Denetiah Park är kuperad västerut, men österut är den bergig. Trakten runt Denetiah Park är nära nog obefolkad, med mindre än två invånare per kvadratkilometer.. Det finns inga samhällen i närheten.